# Codex Ephraemi Rescriptus
Der Codex Ephraemi (Syri) Rescriptus („von neuem beschriebener Codex Ephraems (des Syrers)“, von Rahlfs bezeichnet als C, von Gregory-Aland bezeichnet als C oder 04) ist ein Palimpsest, der in der Bibliothèque nationale in Paris verwahrt wird (Ms. Grec 9). Überschrieben wurden 209 Blätter einer koine-griechischen Vollbibel aus dem frühen 5. Jahrhundert: 64 Blätter aus den Weisheitsschriften des Alten Testaments sind enthalten, vom Neuen Testament sind es 145 Blätter. Der obere, im 12./13. Jahrhundert in Minuskelschrift geschriebene Text enthält asketische Traktate Ephraems des Syrers in griechischer Übersetzung.
Obwohl der Codex Ephraemi Rescriptus zusammen mit den Codices Sinaiticus, Alexandrinus und Vaticanus zu den vier großen spätantiken biblischen Majuskelhandschriften gehört, wurde er wenig erforscht. Die Blätter des Palimpsests wurden in den 1830er/1840er Jahren mit der Giobertschen Tinktur bestrichen, um die untere Schrift besser lesbar zu machen. Sie färbten sich im Lauf der Zeit tiefblau. Die Entzifferung der unterliegenden Schrift des Codex C gelang Konstantin Tischendorf. Seine Transkription erschien in zwei Bänden 1843 und 1845 und begründete Tischendorfs Ruf als Textkritiker. Eine Foto-Faksimile-Edition erschien nicht; Tischendorfs Transkriptionen ersetzten weitgehend das Manuskript. Im 21. Jahrhundert fertigte die Bibliothèque nationale hochauflösende Digitalaufnahmen des Codex an, die im Internet zur Verfügung stehen.

## Kodikologie

### Beschreibmaterial

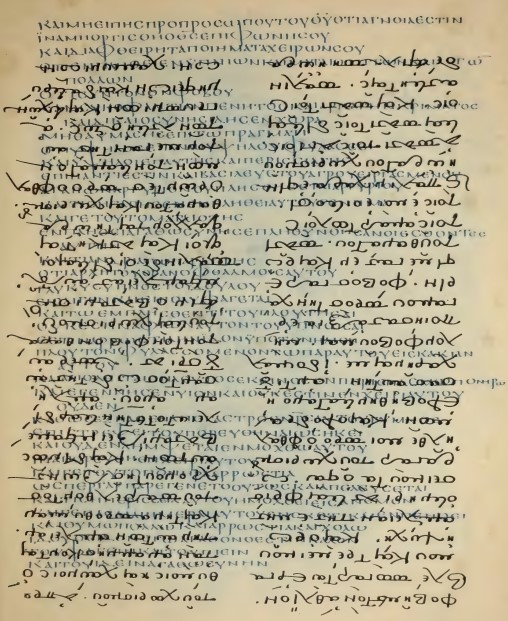
Faksimile von fol. 138 r., eine leichte Blaufärbung ist erkennbar
(Konstantin Tischendorf: Codex Ephraemi Syri rescriptus, sive fragmenta Veteris Testamenti. Tauchnitz, Leipzig 1845, S. 179)

Vom spätantiken Bibelcodex blieben 208 Pergamentblätter mit den Abmessungen 33 × 27 cm erhalten. Als Konstantin Tischendorf 1840–1842 seine Transkription anfertigte, waren es noch 209 Blätter. Der Verlust von fol. 138 wurde im Jahr 1883 festgestellt. Die Vorderseite dieses Blattes, das Text aus dem Buch Kohelet enthielt, hatte Tischendorf als Faksimile am Ende seiner Transkription abdrucken lassen.
Verglichen mit den drei anderen biblischen Majuskelcodices der Spätantike hat das Pergament des Codex Ephraemi eine etwas geringere Qualität. Der Erhaltungszustand der einzelnen Blätter ist unterschiedlich gut. Einige Blätter sind gut erhalten, einige wenige weisen Löcher im Pergament auf. Diese Schäden gehen meist auf die Rasuren eines Korrektors zurück und nicht auf das Palimpsestieren. Der Schreiber der Traktate Ephraems war nämlich nicht besonders daran interessiert, die untere Schrift zu löschen. Er verließ sich offenbar darauf, dass die eigene dunklere Tinte sich deutlich vom Untergrund abheben würde.

### Lagen und Linierung
Beim Palimpsestieren blieben die Bögen (Bifolia) der ursprünglichen Lagen meist erhalten, so dass Rückschlüsse auf deren Aufbau (und damit das Arrangement der biblischen Schriften) möglich sind. Eine Nummerierung der Lagen gibt es aber nicht, und damit fehlt die Grundlage, um den Umfang der gesamten Vollbibel schätzen zu können.
Der Text ist auf jeder Seite in einer breiten, beiderseits mit senkrechten Linien abgegrenzten Kolumne angeordnet. Meist weist sie 41, gelegentlich 42 Zeilen auf. Die vier Seiten des 1. Petrusbriefs haben abweichend jeweils 46 Zeilen.

### Tinte
Der Haupttext wurde mit der in der Antike üblichen sepia-braunen Eisengallustinte geschrieben. Durch Anwendung der Giobertschen Tinktur bei der Entzifferung des Codex in den 1830er/1840er Jahren (siehe unten) hat sich diese Tinte dunkelblau, blaugrün oder schwarz verfärbt. Die zum Rubrizieren verwendete rote Tinte ist spurlos verblichen. Dies führte unter anderem zum Verlust des Textes der jeweils ersten Zeilen jedes biblischen Buchs, denn diese waren durch rote Schrift hervorgehoben.

### Bindung
Vom spätantiken Bibelcodex lassen sich 44 Lagen zu je acht Blättern (Quaternionen) rekonstruieren, von denen 15 zum Alten und 29 zum Neuen Testament gehörten. Außerdem blieben sechs einzelne Blätter erhalten. Nach seiner Aufnahme in die Pariser Königliche Bibliothek im Jahr 1610 wurde der Codex neu gebunden.

## Schreiber und Korrektoren
Der Bibeltext wurde in Majuskelschrift und in Scriptio continua, also ohne Worttrennung geschrieben. Die Form der Buchstaben ähnelt der Bibelunziale des Codex Alexandrinus; die Buchstaben sind etwas größer als in den drei anderen spätantiken Bibelcodices. Der Anfangsbuchstabe eines Abschnitts steht in größerer Schrift herausgerückt am linken Kolumnenrand. Die üblichen Nomina sacra werden verwendet. Als Interpunktionszeichen ist der Hochpunkt üblich.
Wie bereits Tischendorf feststellte, wurden Altes und Neues Testament im Codex Ephraemi Rescriptus von verschiedenen Schreibern kopiert. Unklar ist aber, ob am Neuen Testament mehrere Hände beteiligt waren. Robert W. Lyon sah Indizien für einen Schreiberwechsel im Johannesevangelium (abweichende Orthographie) und in der Apostelgeschichte. Der Schreiber der Apostelgeschichte fällt durch seine Nachlässigkeit auf, die griechische Sprache war ihm nicht gut vertraut.
Im textkritischen Apparat des Novum Testamentum Graece wird der Codex Ephraemi Rescriptus mit dem von Paul de Lagarde eingeführten Sigel C bezeichnet; falls der Text korrigiert wurde, ist C* der Text erster Hand, und die Korrektoren werden in der 28. Auflage (2012) mit Exponenten in folgender Weise gekennzeichnet:
- C1: etwa zeitgleich mit C (Skriptoriumskorrekturen). Jeder Schreiber korrigierte seine eigene Arbeit; dabei geht es meist um Schreiberversehen, die für die Textkritik wenig Bedeutung haben. Für einen Prachtcodex irritierend ist, wie wenig Mühe sich die Schreiber hierbei gaben. Text wurde gelöscht, um anschließend überschrieben zu werden; aber der gelöschte Text blieb weiter sichtbar. Gelegentlich wurden ausgelassene Buchstaben in kleinerer Schrift über das zu korrigierende Wort gesetzt.[12]
- C2: erster Korrektor, etwa 6. Jahrhundert. Üblicherweise löschte dieser Korrektor Text und überschrieb ihn in seiner kleinen Handschrift, nur wo es anders nicht ging, wich er auf den Seitenrand aus. Er bearbeitete das ganze Manuskript mit einem Schwerpunkt im Markus- und Johannesevangelium sowie den Katholischen Briefen. Obwohl ihm der Text der Apostelgeschichte reichlich Anlass zum Korrigieren geboten hätte, zeigte er in diesem Buch wenig Initiative. Tischendorf lokalisierte diesen Korrektor in Palästina, offenbar weil er annahm, der Codex sei in Ägypten geschrieben worden und habe sich später in Konstantinopel befunden – da liegt Palästina auf dem Wege. Tatsächlich gibt es keine belastbaren Argumente zur Lokalisierung des ersten Korrektors.[13]
- C3: zweiter Korrektor, etwa 9. Jahrhundert. Ohne Rücksicht auf das Erscheinungsbild der Seite füllte er die Ränder mit seinen Einträgen meist liturgischer Art. Er präparierte den Codex dafür, bei der Lesung im Gottesdienst genutzt zu werden. Tischendorf lokalisierte den zweiten Korrektor in Konstantinopel.[14]

## Inhalt

### Altes Testament
Der Codex Ephraemi Rescriptus ist, so Felix Albrecht, „ein bedeutender, aber aufgrund seines desolaten Zustandes vernachlässigter Textzeuge der Septuaginta.“ Die Fragmente gehören zur Gruppe der sechs Weisheitsbücher (Hexasophon):
- Job (Ijob): 19 Blätter
- Paroimiai (Buch der Sprichwörter): 6 Blätter
- Ekklesiastes (Kohelet): 8 (heute nur noch 7) Blätter
- Asma (Hohes Lied): 1 Blatt
- Sophia Salomonos (Buch der Weisheit): 7 Blätter
- Sophia Sirach (Jesus Sirach): 23 Blätter

Das Arrangement dieser Weisheitsbücher ist das gleiche wie im Codex Alexandrinus. Der Umfang des gesamten Alten Testaments lässt sich nicht abschätzen. Aufgrund des gleichen Seitenlayouts nimmt Patrick Andrist an, dass die sechs Weisheitsbücher (trotz unterschiedlicher Schreiber) mit dem Neuen Testament zusammengehören. Auffällig ist, dass beim Palimpsestieren kein Blatt vom übrigen Alten Testament verwendet wurde. Andrist schlägt vor, dass es sich um eine Vollbibel in zwei Bänden handelte, von der nur der zweite Band mit den Weisheitsschriften und dem Neuen Testament im 12./13. Jahrhundert wiederverwendet wurde und dadurch erhalten blieb.

### Neues Testament
Die folgende Übersicht zeigt, welche Textblöcke im Neuen Testament erhalten blieben; ihre Reihenfolge wurde bereits von Tischendorf vorgeschlagen und von Lyon übernommen, der auch die Zahl der dazwischen fehlenden Blätter schätzte. Abgesehen vom Verlust der ersten Zeilen, die in roter Tinte geschrieben waren, sind einige kleinere Briefe des Neuen Testaments vollständig erhalten. Die größte einzelne Textlücke weist das Lukasevangelium auf. Der Text des Johannesevangeliums hat mehrere größere Lücken. Vom 2. Johannesbrief und 2. Thessalonicherbrief liegt im Codex Ephraemi Rescriptus kein Text vor. Unter der Annahme, dass der Codex alle 27 heute kanonischen Schriften des Neuen Testaments enthielt, aber keine weiteren, und dass für Matthäus- und Markusevangelium vorangestellte und heute nicht mehr vorhandene Inhaltsverzeichnisse anzunehmen sind, schätzte Lyon dem ursprünglichen Umfang dieses neutestamentlichen Teils auf 235 Blätter. Patrick Andrists Rekonstruktion der Lagenstruktur korrigierte dieses Bild insofern, als die erste Lage des Neuen Testaments nicht mit dem Inhaltsverzeichnis des Matthäusevangeliums begonnen haben kann, sondern es davor mehrere Seiten für Paratexte gab. Wahrscheinlich enthielten sie die Kanontafeln des Eusebius, denn am linken Kolumnenrand sind in den Evangelien die dazu gehörigen Sektionsnummern eingetragen, allerdings nicht in Kombination mit den Kanonnummern. Letztere könnten mit roter Tinte eingetragen und deshalb verblichen sein.
| Textbeginn  | Textende    | Folgende Textlücke | Bemerkungen |
| ----------- | ----------- | ------------------ | --- |
| Mt 1,2      | Mt 5,15     | 2 Blätter          | Verlust von Mt 1,1 (rote Tinte). |
| Mt 7,5      | Mt 17,26    | 1 Blatt            | |
| Mt 18,28    | Mt 22,20    | 1 Blatt            | |
| Mt 23,17    | Mt 24,10    | 1 Blatt            | |
| Mt 24,45    | Mt 25,30    | 1 Blatt            | |
| Mt 26,22    | Mt 27,10    | 1 Blatt            | |
| Mt 27,47    | Mt 28,14    | 1 Blatt            | |
| Mk 1,17     | Mk 6,31     | 2 Blätter          | |
| Mk 8,5      | Mk 12,29    | 1 Blatt            | |
| Mk 13,19    | Mk 16,20    | –                  | Kanonischer Markusschluss. |
| Lk 1,2      | Lk 2,5      | 1 Blatt            | Dem Lukasevangelium ist ein Inhaltsverzeichnis vorangestellt (του κατα λουκαν ευαγγελιου τα κεφαλαια). Verlust von Lk 1,1 (rote Tinte).                           |
| Lk 2,42     | Lk 3,21     | 1 Blatt            | |
| Lk 4,25     | Lk 6,4      | 1 Blatt            | |
| Lk 6,37     | Lk 7,16     | 2 Blätter          | |
| Lk 8,28     | Lk 12,3     | 9 Blätter          | |
| Lk 19,42    | Lk 20,27    | 1 Blatt            | |
| Lk 21,21    | Lk 22,19    | 2 Blätter          | |
| Lk 23,25    | Lk 24,7     | 1 Blatt            | |
| Lk 24,46    | Lk 24,53    | –                  | |
| Joh 1,3     | Joh 1,40    | 2 Blätter          | Dem Johannesevangelium ist ein (fragmentarisch erhaltenes) Inhaltsverzeichnis vorangestellt. Verlust von Joh 1,1–2 (rote Tinte).                                  |
| Joh 3,33    | Joh 5,16    | 2 Blätter          | |
| Joh 6,38    | Joh 7,3     | 2 Blätter          | Für die Perikope von Jesus und der Ehebrecherin (Joh 7,53–8,1) ist in der Textlücke nicht genügend Platz.                                                         |
| Joh 8,34    | Joh 9,11    | 2 Blätter          | |
| Joh 11,8    | Joh 11,46   | 2 Blätter          | |
| Joh 13,8    | Joh 14,7    | 2 Blätter          | |
| Joh 16,21   | Joh 18,36   | 2 Blätter          | |
| Joh 20,26   | Joh 21,25   | –                  | |
| Apg 1,2     | Apg 4,3     | 2 Blätter          | Verlust von Apg 1,1 (rote Tinte). |
| Apg 5,35    | Apg 10,42   | 2 Blätter          | |
| Apg 13,1    | Apg 16,36   | 4 Blätter          | |
| Apg 20,10   | Apg 21,30   | 1 Blatt            | |
| Apg 22,21   | Apg 23,18   | 1 Blatt            | |
| Apg 24,15   | Apg 26,19   | 1 Blatt            | |
| Apg 27,16   | Apg 28,4    | 1 Blatt            | |
| Jak 1,2     | Jak 4,2     | 1 Blatt            | Verlust von Jak 1,1 (rote Tinte). |
| 1 Petr 1,2  | 1 Petr 4,5  | 1 Blatt            | Verlust von 1 Petr 1,1 (rote Tinte). |
| 2 Petr 1,2  | 2 Petr 3,18 | –                  | Verlust von 2 Petr 1,1 (rote Tinte). |
| 1 Joh 1,2   | 1 Joh 4,2   | 2 Blätter          | Verlust von 1 Joh 1,1 (rote Tinte). |
| 3 Joh 3     | 3 Joh 15    | –                  | Verlust von 3 Joh 1–2 (rote Tinte). |
| Jud 3       | Jud 25      | –                  | Verlust von Jud 1–2 (rote Tinte). |
| Röm 1,3     | Röm 2,4     | 1 Blatt            | Verlust von Röm 1,1–2 (rote Tinte). |
| Röm 3,21    | Röm 9,5     | 1 Blatt            | |
| Röm 10,15   | Röm 11,31   | 1 Blatt            | |
| Röm 13,10   | Röm 16,27   | –                  | Der Abschluss des Römerbriefs stimmt mit Sinaiticus und Vaticanus überein: Röm 15,1–33 ; Röm 16,1–23 ; Röm 16,25–27 .                                             |
| 1 Kor 1,3   | 1 Kor 7,18  | 1 Blatt            | Verlust von 1 Kor 1,1–2 (rote Tinte). 1 Kor 2,1 : καταγγελλων υμιν το μυστηριον του θυ.                                                                           |
| 1 Kor 9,7   | 1 Kor 13,8  | 2 Blätter          | |
| 1 Kor 15,40 | 1 Kor 16,24 | –                  | |
| 2 Kor 1,2   | 2 Kor 10,8  | 3 Blätter          | Verlust von 2 Kor 1,1 (rote Tinte). |
| Gal 1,21    | Gal 6,18    | 1 Blatt            | |
| Eph 2,18    | Eph 4,16    | 2 Blätter          | |
| Phil 1,22   | Phil 3,5    | 1 Blatt            | |
| Kol 1,2     | Kol 4,18    | –                  | Verlust von Kol 1,1 (rote Tinte). |
| 1 Thess 1,2 | 1 Thess 2,8 | 4 Blätter          | Verlust von 1 Thess 1,1 (rote Tinte). |
| Hebr 2,4    | Hebr 7,16   | 1 Blatt            | |
| Hebr 9,15   | Hebr 10,24  | 2 Blätter          | |
| Hebr 12,16  | Hebr 13,24  | 1 Blatt            | |
| 1 Tim 3,9   | 1 Tim 5,19  | 1 Blatt            | 1 Tim 3,16a : και ομολογουμενως μεγα εστιν το της ευσεβειας μυστηριον. ος εφανερωθη εν σαρκι. εδικαιωθη εν πνι.                                                   |
| 2 Tim 1,3   | 2 Tim 4,22  | –                  | Verlust von 2 Tim 1,1–2 (rote Tinte). 2 Tim 4,10 : και επορευθη … κρησκης εις γαλλιαν.                                                                            |
| Tit 1,2     | Tit 3,15    | –                  | Verlust von Tit 1,1 (rote Tinte). |
| Phlm 3      | Phlm 25     | –                  | Verlust von Phlm 1–2 (rote Tinte). |
| Offb 1,2    | Offb 3,19   | 1 Blatt            | Verlust von Offb 1,1 (rote Tinte). Offb 1,5 : και λυσαντι ημας εκ των αμαρτιων ημων εν τω αιματι αυτου.                                                           |
| Offb 5,14   | Offb 7,14   | 1 Blatt            | |
| Offb 9,17   | Offb 16,13  | 1 Blatt            | Das Blatt mit dem Text von Offb 10,9–11,12 weist folgende Textumstellung auf: Offb 10,9–10 ; Offb 7,17 –Offb 8,4 ; Offb 11,3–12 . Offb 13,18 : εξακοσιαι δεκα εξ. |
| Offb 18,2   | Offb 19,5   | 3 Blätter          | |

Gemessen an seinem hohen Alter, beurteilen Bruce Metzger und Bart D. Ehrman den vom Codex C gebotenen neutestamentlichen Text als enttäuschend: „Er scheint aus allen bedeutenden Texttypen zusammengesetzt zu sein. Häufig stimmt er mit zweitrangigen Zeugen des alexandrinischen Texttyps überein, aber auch mit denen des späteren Koine- oder byzantinischen Texttyps, den die meisten Fachleute als am wenigsten wertvoll einschätzen.“ Peter Malik weist diese Einschätzung als unangemessen pauschal zurück. Sie berücksichtige nicht den hohen Textwert des Codex C in der Offenbarung des Johannes, und im übrigen Neuen Testament müsse die von C gebotene Lesart für jeden Einzelfall bewertet werden.
Als Vorarbeiten zur Editio Critica Maior erschienen Textwertvergleiche zu den verschiedenen Schriften und Schriftengruppen des Neuen Testaments. Dabei schnitt der Codex C relativ gut ab: für das Johannesevangelium und die Offenbarung gehört er zu den besten Textzeugen, in den Katholischen Briefen ist er nach dem Vaticanus die beste Majuskelhandschrift. In den Paulusbriefen wird sein Textwert ebenfalls hoch eingeschätzt. Bei den synoptischen Evangelien rangiert er hinter Vaticanus und Sinaiticus, aber vor Alexandrinus, in der Apostelgeschichte schneidet der Alexandrinus dagegen besser ab.

## Provenienz
Paläographie und Kodikologie sprechen für eine Datierung des Codex ins 5. Jahrhundert. Der Ort der Herstellung ist unsicher; Pasquale Orsini schlug 2005 Mesopotamien vor. Die Form der Minuskelschrift deutet darauf hin, dass sich der Codex im 12./13. Jahrhundert, als er mit Traktaten Ephraems überschrieben wurde, auf Zypern oder in Palästina befand.
Möglicherweise brachte der griechische Humanist Andreas Johannes Laskaris († 1534) den Codex von einer Bibliotheksreise in den östlichen Mittelmeerraum mit nach Italien, wo er erstmals im Besitz des Kardinals Niccolò Ridolfi nachweisbar ist, später in der Bibliothek von Piero Strozzi, die bis 1560 in Rom aufgestellt war. Caterina de’ Medici brachte ihn 1602 als Teil ihrer Mitgift nach Paris. In der Regierungszeit Heinrichs IV. wurde Caterinas Privatbibliothek in die Königliche Bibliothek eingegliedert.

## Forschungsgeschichte
Dem Gräzisten Jean Boivin, der seit 1692 die Königliche Bibliothek in Paris leitete, wird meist die Entdeckung zugeschrieben, dass es sich beim Codex Ephraemi um einen Palimpsest handelte, dessen untere Schrift ein spätantikes Bibelmanuskript war. Bekannt wurde der Codex Ephraemi Rescriptus durch die Beschreibung (mit Illustration) in Bernard de Montfaucons Palaeographia Graeca (Paris 1708). Seither wurde der Codex häufig, allerdings zunächst mit geringem Erfolg, für den Text des griechischen Neuen Testaments herangezogen. Den Anfang machte Ludolph Küster, der John Mills Edition 1710 und 1723 nachdruckte und dabei Lesarten des Codex Ephraemi Rescriptus verzeichnete, die Boivin ihm mitgeteilt hatte.

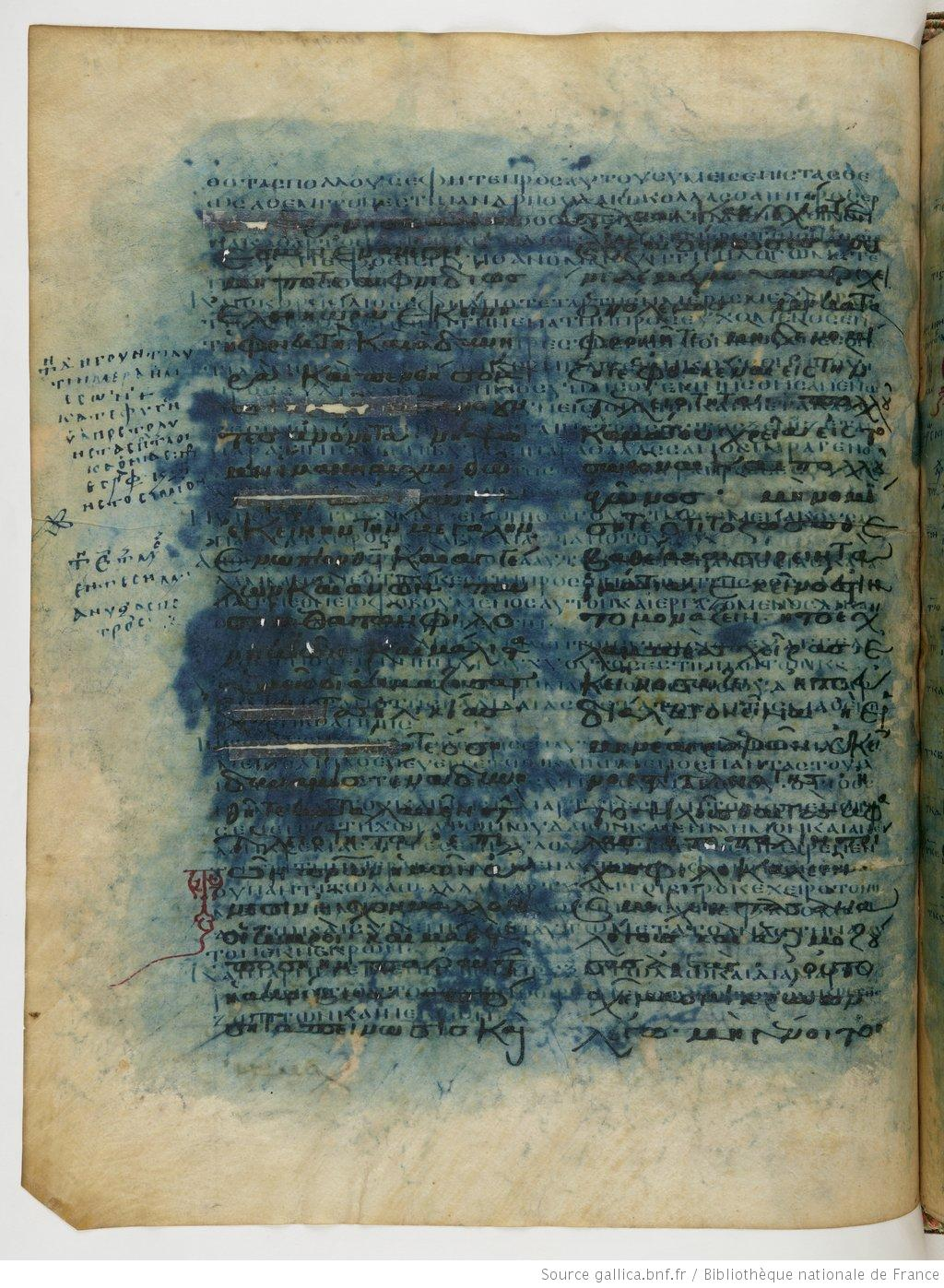
(BnF, Grec 9, fol. 96 v.)

Der Leipziger Neutestamentler Ferdinand Florens Fleck ließ 1834/35 mit Zustimmung des Bibliothekars Karl Benedikt Hase chemische Mittel anwenden, um die Entzifferung zu erleichtern. Ein damit beauftragter Mitarbeiter der Bibliothek bestrich etwa die Hälfte der Seiten mit Giobertscher Tinktur, einer salzsauren wässrigen Lösung von Kaliumhexacyanidoferrat(II), auch gelbes Blutlaugensalz genannt. Der Turiner Chemiker und Mineraloge Giovanni Antonio Giobert hatte diese Tinktur entwickelt, und Amedeo Peyron hatte sie 1824 erstmals mit Erfolg bei einem Palimpsest angewandt. Das Originalrezept Gioberts lautete nach Friedrich Adolf Ebert: „6 Teile Wasser, 1 Teil acidum muriaticum, 1/8 prussiat de potasse (kali zooticum),“ doch könne das Verhältnis verändert werden, um die beste Wirkung zu erzielen. Wenn der Text verblasst ist, weil das Eisen(II) aus der Eisengallustinte zu Eisen(III) oxidiert ist, so bildet sich durch Reaktion von Kaliumhexacyanidoferrat(II) mit den Eisen(III)-Ionen ein tiefblauer Niederschlag (Berliner Blau). Ebert mahnte 1825 zum behutsamen Gebrauch des Reagens: „Die Hauptregel bleibt, alles Reiben zu vermeiden. Peyron hat ganze Blätter in die Tinctur getaucht, und sie gleich darauf in Wasser gelegt; ich habe mit einem Pinsel aufgetunkt, und die Stelle nach wenigen Stunden durch Aufdrücken eines Tuches getrocknet. Dieses Trocknen ist sehr rathsam, damit die Tinctur nicht Zeit erhalte, das Pergament zu färben, nachdem sie die alte Schrift gesättiget hat.“ Fleck berichtete später, dass durch Anwendung der Tinktur in der Pariser Handschrift „Manches an das Tageslicht trat, was bisher auch dem scharfsichtigsten Falkenauge der Gelehrten entgangen war.“ Wie schädlich diese Tinktur war, wurde der Forschung erst im Lauf des 19. Jahrhunderts klar: Je länger sie in das Pergament einzieht, desto mehr dunkelt es nach und nimmt schließlich unwiderruflich eine tiefblaue Farbe an. Wie die wohl durch Galläpfeltinktur verursachte Braunfärbung einiger Blätter des Codex Ephraemi Rescriptus zeigt, war die Giobertsche Tinktur nicht das einzige und vermutlich nicht das erste chemische Mittel, das appliziert wurde.
Fleck stellte fest, dass der spätantike Bibelcodex bei seiner mittelalterlichen Wiederverwertung auseinandergenommen worden war. Die Blätter waren neu geordnet worden, wodurch sich der Bibeltext wie ein Puzzlespiel präsentierte. Fleck war vor allem am Text der Evangelien interessiert und sah einige Blätter kursorisch durch. Die vollständige Transkription überließ er einem Späteren, der mehr Zeit hätte. 

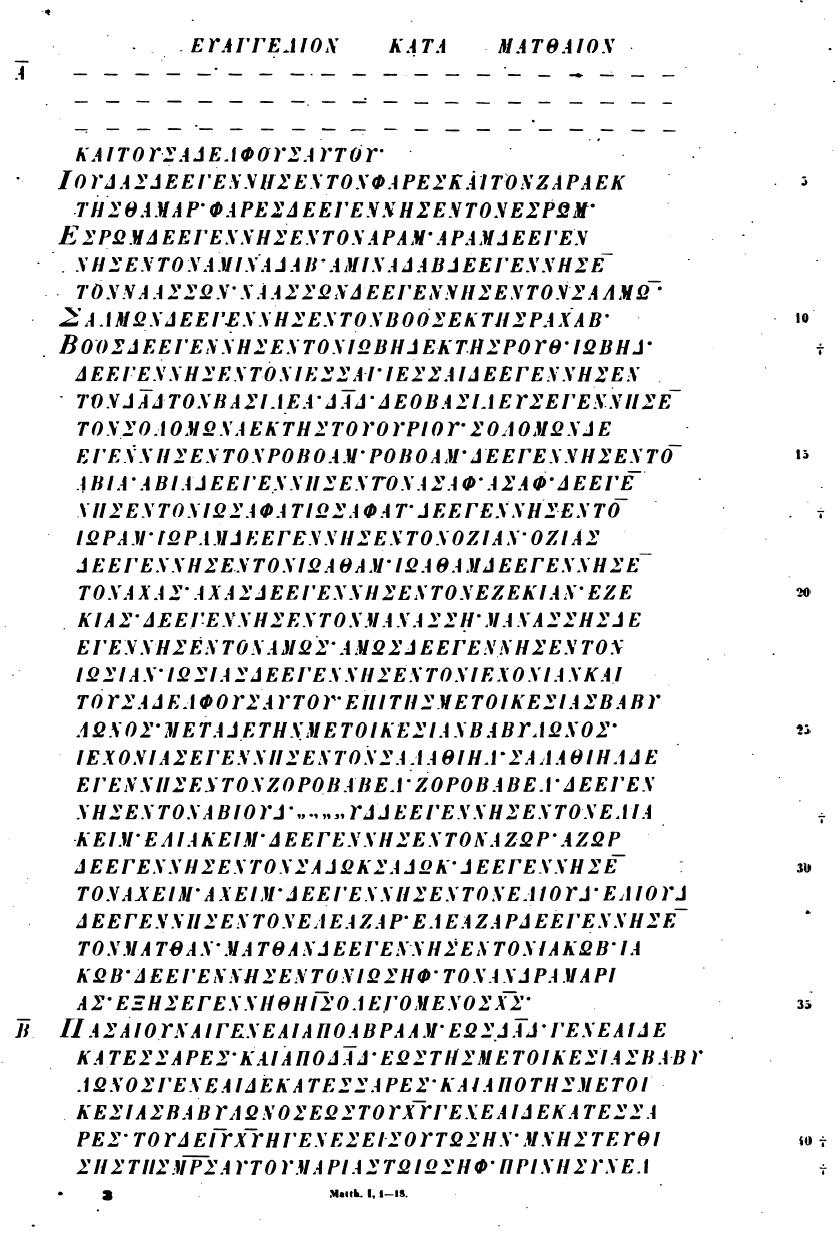
Anfang des Matthäusevangeliums in Tischendorfs Transkription

Konstantin Tischendorf stellte sich dieser Aufgabe und entzifferte den Codex Ephraemi Rescriptus innerhalb von zwei Jahren. Das Ergebnis war eine komplette Transkription des unterliegenden Bibeltextes (in Majuskeln, ohne Worttrennung), die Tischendorf 1843 und 1845 in zwei Bänden veröffentlichte. Sie brachte ihm hohes und fast einhelliges Lob in der Fachwelt ein und begründete Tischendorfs Ruf als Textkritiker. Tischendorfs Editionen traten für rund 100 Jahre praktisch ungeprüft an die Stelle des Originals. Zwar wurde der Codex öfter eingesehen, beispielsweise von Samuel P. Tregelles, aber der Arbeitsaufwand, der nötig gewesen wäre, um Tischendorf hier und da eines Transkriptionsfehlers überführen zu können, schien zu hoch. Erst recht war das im Alten Testament der Fall: Antonio Maria Ceriani erklärte 1887, Tischendorfs Transkription benötige eine Revision; er habe sie im Buch Kohelet am Original überprüft und mehrere Fehler gefunden. Da er aber nicht konkreter wurde, geschah nichts.
Das Interesse am Codex Ephraemi rescriptus, das im frühen 19. Jahrhundert sehr groß gewesen war, ließ stark nach, als durch Tischendorfs Edition 1862 der Codex Sinaiticus erschlossen wurde und kurz darauf, ebenfalls durch Tischendorf, auch das Neue Testament des Codex Vaticanus in einer zuverlässigen Edition zur Verfügung stand. Diese beiden Codices des 4. Jahrhunderts bieten einen ähnlichen Text, der gegenüber den Lesarten der Codices Alexandrinus und Ephraemi Rescriptus klar bevorzugt wurde. Viel rezipiert wurde das Urteil von Brooke Foss Westcott und Fenton John Anthony Hort, Codex C biete eine Mischung aller Texttypen. Eine Foto-Faksimile-Edition des Codex, wie es sie für die drei anderen großen Majuskelcodices gibt, erschien nicht.
Auf Initiative von Kurt Aland in Halle hin und finanziell unterstützt von der amerikanischen, schottischen und württembergischen Bibelgesellschaft transkribierte Robert W. Lyon für seine nur maschinenschriftlich vorliegende Dissertation (1959) den neutestamentlichen Teil des Codex C von neuem, nach den mittlerweile üblichen Standards in Minuskeln und mit Worttrennung. Auch mit Hilfe von ultraviolettem Licht konnte Lyon nicht mehr Text lesen als seinerzeit Tischendorf, korrigierte dessen Transkription aber in zahlreichen Fällen. Eine Liste der wichtigsten Korrekturen Lyons an Tischendorfs Transkription erschien 1959 in den New Testament Studies; da sie ohne Begründung vorgelegt wurde und die Dissertation ungedruckt blieb, war die Rezeption verhalten.
Felix Albrecht überprüfte Tischendorfs Transkription des alttestamentlichen Buchs Kohelet im Jahr 2010 anhand von Fluoreszenzfotografien und am Original und korrigierte Tischendorfs Text an 14 Stellen.
Im Jahr 2016 wurden im Auftrag des Graduiertenkollegs 2196 Dokument—Text—Edition der Bergischen Universität Wuppertal und der Kirchlichen Hochschule Wuppertal/Bethel Multispektralaufnahmen des Codex Ephraemi Rescriptus angefertigt. Peter Malik überprüfte 2021 anhand dieser Aufnahmen die Fälle, in denen Lyon Tischendorfs Transkription korrigierte.

## Textausgaben
- Konstantin Tischendorf: Codex Ephraemi Syri rescriptus, sive fragmenta Novi Testamenti. Tauchnitz, Leipzig 1843. (Fragmente des Neuen Testaments, Digitalisat)
- Konstantin Tischendorf: Codex Ephraemi Syri rescriptus, sive fragmenta Veteris Testamenti. Tauchnitz, Leipzig 1845. (Fragmente des Alten Testaments, Digitalisat)